# Mauro Cichero
Mauro Cichero (Genova, Olaszország, 1951. október 16. – Caracas, 2019. január 21.) válogatott venezuelai labdarúgó, hátvéd, csatár.

## Pályafutása
1951. október 16-án született Genovában. 14 éves koráig élt Olaszországban, majd családjával Venezuelába költözött. A Deportivo Italiana, az ULA Mérida és az Unión Deportiva Canarias csapataiban játszott középhátvédként. A venezuelai válogatott tagjaként részt vett az 1980-as moszkvai olimpián.
Visszavonulása után amatőr játékosként folytatta tovább a Prados del Este csapatában, a caracasi olasz központban. Az 1990-es évek közepén hagyta abba az aktív sportolást.